# Lorena del Castillo
Lorena del Castillo Campoy, (Zapopan, Jalisco, 14 de julio de 1988) es una actriz mexicana.

## Biografía
Lorena del Castillo antes de iniciar su carrera como actriz fue participante del certamen Nuestra Belleza Jalisco en la edición celebrada en 2007 representando a su ciudad natal, Zapopan.
Lorena es egresada del Instituto de Ciencias de Guadalajara y del CEA de Televisa. Luego ha fomentado sus estudios en diversos talleres actorales.
Su carrera se ha desarrollado principalmente en el teatro. Su primer trabajo profesional fue para la UNAM en la obra "La tempestad" encabezada por Ignacio López Tarso en el Juan Ruiz de Alarcón y ha participado en distintos montajes teatrales. Uno de los más emblemáticos (por ser la primera vez que el CEA ganaba el premio) fue en la obra de teatro "Palomita POP; apuntes sobre la inmediatez", obra ganadora del "Festival Internacional de teatro de la UNAM".
En telenovelas también ha participado, destacando entre ellas su papel de Ileana Sodi en Amor bravío. Y su mayor oportunidad en El señor de los cielos como Evelyn García.
Su trabajo también se extiende al cine, ha realizado aproximadamente quince cortometrajes independientes, actuó en la película "Entre sombras" y próximamente se estrena comercialmente su película "Desde el más allá" en donde interpreta a "Claudia".

## Filmografía

### Televisión
- Telenovela Amor Bravío -  ”Ileana Sodi”
- TV Movie Romeo y Lorenza
- Telenovela Que pobres tan ricos . - "Melina"
- Programa Los Héroes del Norte. - Participación
- Telenovela La fuerza del destino
- Programa unitario “La rosa de Guadalupe" [3]
- Video Musical “Un alma perdida” de Ana Bárbara para Mujeres Asesinas dirigido por Salvador Cartas.
- Video Musical "Un día sin reloj" de Salo.[4]
- Video Musical "Tus ataduras" de Charlie Lynn.[5]
- Video Musical "El Teniente Jr" de Jerónimo y su Sentimiento Norteño.[6]
- Programa unitario “Como dice el dicho”.- 2014 Cuando la limosna es grande hasta el santo desconfía. - "Clarabel" [7][8]
- Serie El señor de los cielos Temporada 3,4 y 5. -  "Oficial Evelyn García"  [9][10][11]
- Serie Hasta que te conoci - "Leonor Berumen"
- Programa unitario[12] Un día cualquiera  - Cap. 30  Amantes - "Abril"
- Serie José José, el príncipe de la canción - "Laura"  Cap. 10.
- Programa "Según Bibi" [13]  para el canal 2. -  "Mami Maniquí"
- Serie La bella y las bestias - Participación Especial, Cap. 60.
- Telenovela La bandida.- Participación Especial
- Serie Municipal MX - Policía Municipal[14]
- TV Movie "Criaturas Ajenas"
- Telenovela Doña Flor y sus dos maridos - Malba[15][16]
- Serie unitario Un día para vivir - Catalina / Ursula / Romina, Episodio. Dos caminos / Éxito[17] [18]
- Serie unitario Esta historia me suena - Laura, Episodio. Dos mujeres, un camino[19]
- Serie unitario Rutas de la vida - Valeria, Episodios. Cosas de la vida[20]
- Serie “el mantequilla”- Becky

### Teatro
- Miranda en “La tempestad” de William Shakespeare dirigida por Salvador Garcini y encabezada por Ignacio López Tarso en el Teatro Juan Ruíz de Alarcón.[21]
- Creadora de “Palomita POP” dirigida por Edson Martínez. Ganadora del Festival Nacional e Internacional de teatro UNAM, categoría C2.
- “En brazos de otra” dirigida por Charlie Mugica en Café 22.
- “La silla” de Julieta RoVe en el Centro Cultural de la Diversidad.
- Monólogo “María Woyzeck” para el Foro Shakespeare.[22][23]
- “Sepia” de Luis Santillán para el foro “Así que pasen cinco años”.[24]
- "El laberinto", dirigida por Eduardo Said, en el "Círculo teatral" [25]
- "Maldito amor", dirigida por Jesús Delgado, en Americana.[26]
- "No apagues la luz", dirigida por Santiago Barbosa, "Teatro en corto".[27]
- "Limítrofe", dirigida por Ignacio Flores de Lama.[28]
- "Juegos de poder", dirigida por Sebastián Sánchez Amunátegui.[29]
- ”Rotterdam” para el foro Shakespeare, dirigida por Roberto Cavazos.[30][31][32][33]
- "Primera Dama", dirigida por Ignacio Casiano para "Teatro en Corto".
- Así de simple- Clara 3- Teatro Milán.

### Cine
- Cortometraje “Alberca Piscina”.
- Largometraje ”Entre sombras”.
- “Claudia” en el largometraje  “Desde el más allá”.[34][35]
- “Rosaura” en el cortometraje “Rosaura”.[36]
- “Feel and look” “Plan de vida 17” personaje Anapola.
- “Domingo 7” rol protagónico.
- Fashion films promocionales para el gobierno de Huasca.
- Fashion films “RAVEN”.
- Cortometraje “La otra María” de Julio Berthely como “La chiva”.[37]
- Cortometraje “Alfil de dama”.
- Cortometraje “Solitude” de Henry Bedwell.
- Cortometraje "Bajo la misma piel"
- Documental "La danza de las Fieras" [38]
- Largometraje "Yo Fausto” de Julio Berthely.[39]
- Cortometraje "Un tipo violento"
- Película “Aceituna” (ganadora del estímulo Eficine)- Martina